# 31 (số)
31 (ba mươi mốt) là một số tự nhiên ngay sau 30 và ngay trước 32.

## Trong toán học
- Căn bậc hai của 31 là 5.56776436283.[1]
- 31 là số nguyên tố thứ 11, sau 29. Số nguyên tố kế tiếp là 37.[2]